# När pappa var borta på affärsresa
När pappa var borta på affärsresa eller bara När pappa var borta (Otac na sluzbenom putu, 1985) är en film regisserad av Emir Kusturica efter ett manus av Abdulah Sidran, delvis baserad på hans egna memoarer. 
Filmen handlar om en pojke och hans familj i Sarajevo i början av 1950-talet, då fadern i familjen fängslas efter att ha uttalat sig om en teckning i en tidning. Filmen vann Guldpalmen i Cannes och nominerades för en Oscar, men slog trots det inte så stort internationellt. 